# Алвес Калазанс, Жозе
Жозе Алвес Калазанс (порт.-браз. José Alves Calazans; 20 октября, по другим данным 16 августа 1934, Салвадор, Баия) — бразильский футболист, правый нападающий. Брат другого известного футболиста — Зозимо.

## Карьера
Жозе Калазанс начал карьеру в молодёжном составе клуба «Бангу», с которым в 1952 и 1953 годах становился чемпионом штата в возрастной группе до 21 года. 5 июля 1953 года он дебютировал в основном составе команды в матче с «Португезой» на турнире Начала чемпионата Рио-де-Жанейро (0:0). 1 мая 1954 года Калазанс забил первый голы за клуб, дважды поразив ворота «Таубате» (7:1) в товарищеской игре. 11 декабря того же года он забил первый гол в официальной встрече за «Бангу» в ворота «Америки» в рамках чемпионата штата Рио-де-Жанейро (3:2). С 1955 года Калазанс стал всё чаще выходить на поле в стартовом составе команды, в частности лишь шесть игроков провели больше официальных матчей. В том же сезоне футболист мог выиграть турнир Начала чемпионата Рио-де-Жанейро, однако на поле в этих встречах не выходил. Ещё спустя год Жозе стал вторым бомбардиром команды с 14 голами, уступив лишь Илтону Ваккари. 14 декабря 1957 года Калазанс провёл свою последнюю встречу за «Бангу» против «Флуминенсе» (2:4). За клуб в розыгрышах чемпионата штата Жозе сыграл в 73 матчах и забил 30 голов, а всего за клуб — 130 матчей и 49 голов.
В 1958 году Калазанс стал игроком «Америки», которая искала замену уехавшему в Европу Канарио. Причиной перехода назывался конфликт футболиста с тренерским штабом «Бангу», произошедший в 1957 году. Он стал следствием некого товарищеского суда, когда обвинителем выступал главный тренер команды Жентил Кардозо, адвокатом брат игрока Зозимо, а присяжными заседателями семь игроков клуба. Калазансу вменяли в вину то, что вёл себя неуважительно к руководству делегации «Бангу» во время турне команды и ложью в интервью в прессе, данному Калазансом во возвращении в Рио-де-Жанейро. Зозимо же утверждал, что спор начал не Жозе, а массажист клуба Жозе Пинто де Оливейра по прозвищу Пастинья. Якобы тот пришёл в отель в состоянии алкогольного обвинения и начал конфликт с футболистом. В результате Калазанс был признан частично виновным и подвергся штрафу в размере 30 % от заработной платы. Игрок пошёл к руководству «Бангу» за защитой, однако её не получил. Футболист даже был вынужден пойти на понижение заработной платы: «В „Бангу“ я зарабатывал 25 тысяч крузейро в месяц, и в итоге согласился получать только 20 тысяч». В 1960 году Калазанс вместе с «Америкой» принимал участие в чемпионате штата. Три команды — «Ботафого», «Америка» и «Флуминенсе» участвовали в чемпионской «гонке». Перед предпоследнем туром у «Америки» и «Ботафого» было по 33 очка, а у «Флуминенсе» — 33. «Америка» играла с «Ботафого» в предпоследнем туре и проигрывала по ходу встречи 2:3, однако гол Калазанса принёс его команде ничью. А в последнем туре Америка обыграла Флуминенсе и выиграла турнир.
Люди, которые слушали трансляцию, говорили, что Ари Баррозу сказал: «Калазанс, ты собираешься пробить штрафной? Ты с ума сошёл? Смотрите: если он сейчас забьёт, я всё здесь бросаю, кладу микрофон и уезжаю с Мараканы». Конечно я, будучи на поле, не слышал этого. Но позже мне об этом рассказали. И когда мяч попал в ворота, Ари Баррозу вышел из комментаторской кабинки и прекратил трансляцию.Жозе Калазанс о своём голе в матче с «Фламенго» в 1960 году
После победы в чемпионате, руководство «Америки» продало пять игроков основного состава. Калазанс и Куарентинья перешли во «Флуминенсе». Трансфер обошёлся в полтора миллиона крузейро, а заработная плата футболиста составила 45 тысяч крузейро в месяц. 24 мая 1961 года он дебютировал в составе «Флуминенсе» в матче с лиссабонским «Спортингом» (0:2). 12 июня того же года он забил первый мяч за клуб, поразив ворота «Ницци» (7:2). 16 июля Жозе впервые сыграл за «Флу» в матче турнира начала чемпионата, а 30 июля дебютировал в официально встрече с «Америкой» (1:0). Но карьера в этой команде у форварда не складывалась: он даже был вынужден часть времени выступать за второй состав клуба. 22 марта 1964 года Калазанс провёл последнюю встречу за «Флуминенсе» против «Сантоса» (0:1). Всего в составе команды форвард сыграл в 91 матче и забил 15 голов. В 1964 году Калазанс шесть месяцев выступал в составе «Баии». А годом позже возвратился в Рио-де-Жанейро, подписав договор с «Сан-Кристованом», с которым выиграл второй дивизион чемпионата штата.
Завершив игровую карьеру, Калазанс поселился в Рио-де-Жанейро. Он долгое время работал личным водителем члена Законодательного собрания штата. Затем трудился в качестве финансового офицера в казначействе правительства штата. А в последние годы работал консультантом в детском спортивном городском проекте.

## Международная статистика
| Матчи Жозе Калазанса за сборную Бразилии | Матчи Жозе Калазанса за сборную Бразилии | Матчи Жозе Калазанса за сборную Бразилии | Матчи Жозе Калазанса за сборную Бразилии | Матчи Жозе Калазанса за сборную Бразилии | Матчи Жозе Калазанса за сборную Бразилии | Матчи Жозе Калазанса за сборную Бразилии |
| ---------------------------------------- | ---------------------------------------- | ---------------------------------------- | ---------------------------------------- | ---------------------------------------- | ---------------------------------------- | ---------------------------------------- |
| №                                        | Дата                                     | Место проведения                         | Оппонент                                 | Счёт                                     | Голы                                     | Турнир                                   |
| 1                                        | 12 июня 1956                             | Асунсьон                                 | Парагвай                                 | 2:0                                      | —                                        | Кубок Освалдо Круза                      |
| 2                                        | 17 сентября 1959                         | Рио-де-Жанейро                           | Чили                                     | 7:0                                      | —                                        | Кубок Бернардо О’Хиггинса                |

## Достижения
- Обладатель Кубка Освалдо Круза: 1956
- Обладатель Кубка Бернардо О’Хиггинса: 1959
- Чемпион штата Рио-де-Жанейро: 1960